# Inmaculada Delgado Jara
Inmaculada Delgado Jara (Bilbao, 18 de diciembre de 1967) es una investigadora y docente universitaria española, especializada en griego helenístico, doctora en Filología Bíblica Trilingüe por la Universidad Pontificia de Salamanca y profesora titular de Lengua y Cultura Griega en esta misma Universidad. Fue Directora del Servicio de Publicaciones de la Universidad Pontificia de Salamanca. 
En 2013 fue miembro del Jurado del Premio Nacional a la Obra de un Traductor y en 2017 miembro del jurado del Premio Nacional a la Mejor Labor Editorial Cultural correspondiente al 2017, en ambos casos designada por Orden del Ministro de Educación, Cultura y Deporte, a propuesta de la Conferencia de Rectores de las Universidades Españolas (CRUE).

## Investigación
Sus líneas de investigación -gramática griega, historia de la biblia y humanismo- quedan reflejadas en sus publicaciones y en la participación en diferentes proyectos de investigación competitivos de ámbito nacional.
Ha colaborado, junto a diferentes filólogos bíblicos trilingües, en la primera traducción al español de la Biblia griega Septuaginta, compuesta de cuatro volúmenes y coordinada por miembros del grupo de investigación “Filología y crítica textual bíblicas” (FCTB) del Instituto de Lenguas y Culturas del Mediterráneo y de Oriente Próximo del Consejo Superior de Investigaciones Científicas (CSIC).
Ha elaborado una Gramática griega del Nuevo Testamento en dos volúmenes: el primero dedicado a la morfología y el segundo a la sintaxis, así como una Diccionario griego-español, de gran difusión. 

## Reconocimientos
En 2017 recibió la Medalla de Socio de Honor de la UNE en la Universidad de Lérida, un reconocimiento que quiere distinguir a los asociados que de manera desinteresada han dedicado tiempo, conocimiento y recursos a la asociación, contribuyendo a que la UNE sea hoy una de las organizaciones más sólidas e innovadoras del sistema universitario español.

## Obras seleccionadas
- Diccionario griego-español del Nuevo Testamento. 2ª edición revisada y aumentada. (Navarra: Col. Instrumentos para el Estudio de la Biblia XXIII; Verbo Divino 2014). [1ª reimpresión de la 2ª ed. 2017] 242 pp. ISBN 978-84-9073-049-2
- Gramática griega del Nuevo Testamento. I. Morfología. 2ª edición revisada y aumentada (Col. Instrumentos para el Estudio de la Biblia XXIII; Navarra: Verbo Divino 2013). 397 pp. ISBN 978-84-9945-614-0
- Gramática griega del Nuevo Testamento (II. Sintaxis) (Col. Bibliotheca Salmanticensis, Estudios 330; Salamanca: Publicaciones Universidad Pontificia de Salamanca 2011). 193 pp. ISBN 978-84-7299-920-6
- Obras de San Juan Crisóstomo IV. Homilías sobre la Primera Carta a los Corintios (Madrid: Biblioteca de Autores Cristianos 2012). 1142 + LI pp. ISBN 978-84-7914-976-5
- “La Septuaginta: traducción e interpretación", en: A. del Agua Pérez (ed.), Revelación, Tradición y Escritura. A los cincuenta años de la "Dei Verbum" (Madrid; BAC 2017) 367-387. ISBN 978-84-220-2002-8
- “La Filología Bíblica de Erasmo de Róterdam", en Τἰ ημῖν καὶ σοί; Lo que hay entre tú y nosotros. Estudios en honor de María Victoria Spottorno (Córdoba: UCO Press. Editorial Universidad de Córdoba 2016) 95-106. ISBN 978-84-9927-254-2
- “El texto griego y la traducción latina del Nuevo Testamento (1516)”, en: M. A. Pena González – I. Delgado Jara (coords.), Revolución en el Humanismo cristiano. La edición de Erasmo del Nuevo Testamento (1516) (Col. Fuentes Documentales, nº 10; Salamanca: Publicaciones Universidad Pontificia de Salamanca 2016) 43-70. ISBN 978-84-16305-48-3
- “Introducción a Los Doce Profetas” y traducción de “Oseas, Amós, Miqueas, Joel”, en: N. Fernández Marcos – Mª V. Spottorno Díaz-Caro (coords.), La Biblia griega. Septuaginta. IV. Libros Proféticos (Salamanca: Sígueme 2015) 17-67. Part of ISBN 978-84-301-1915-8
- “‘Estudio introductorio’ y ‘Localización de fuentes bíblicas’ a las Advertencias de Pedro de Valencia y Juan Ramírez acerca de la impresión de la Paráfrasis caldaica”, en: J.-Mª Nieto Ibáñez (coord.), Pedro de Valencia. Obras completas. II. Escritos bíblicos y teológicos (León: Universidad de León 2014) 557–654. Part of ISBN 978-84-9773-693-0
- “Eclesiastés”, en: N. Fernández Marcos – Mª V. Spottorno Díaz-Caro (coords.), La Biblia griega. Septuaginta. III. Libros Poéticos o Sapienciales16 (Salamanca: Sígueme 2013) 347-380. Part of ISBN 978-84-301-1854-0
- “El Tostado y la exégesis bíblica”, en: C. Flórez Miguel – M. Hernández Marcos – R. Albares Albares (eds.), La primera Escuela de Salamanca (1406–1516)[7] (Colección Aquilafuente; Salamanca: Universidad de Salamanca 2012) 55-74. Part of ISBN 978-84-9012-146-7
- “2 Esdras”, en: N. Fernández Marcos – Mª V. Spottorno Díaz-Caro (coords.), La Biblia griega. Septuaginta. II. Libros Históricos (Salamanca: Sígueme 2011) 591-641. ISBN 978-84-301-1780-2